# Quarteira
Quarteira ist eine Gemeinde und Stadt an der Algarve in Portugal. Sie gehört zum Kreis Loulé, hat eine Fläche von 38,2 km² und 24.420 Einwohner (Stand 19. April 2021), was einer Bevölkerungsdichte von 640 Einwohnern/km² entspricht.

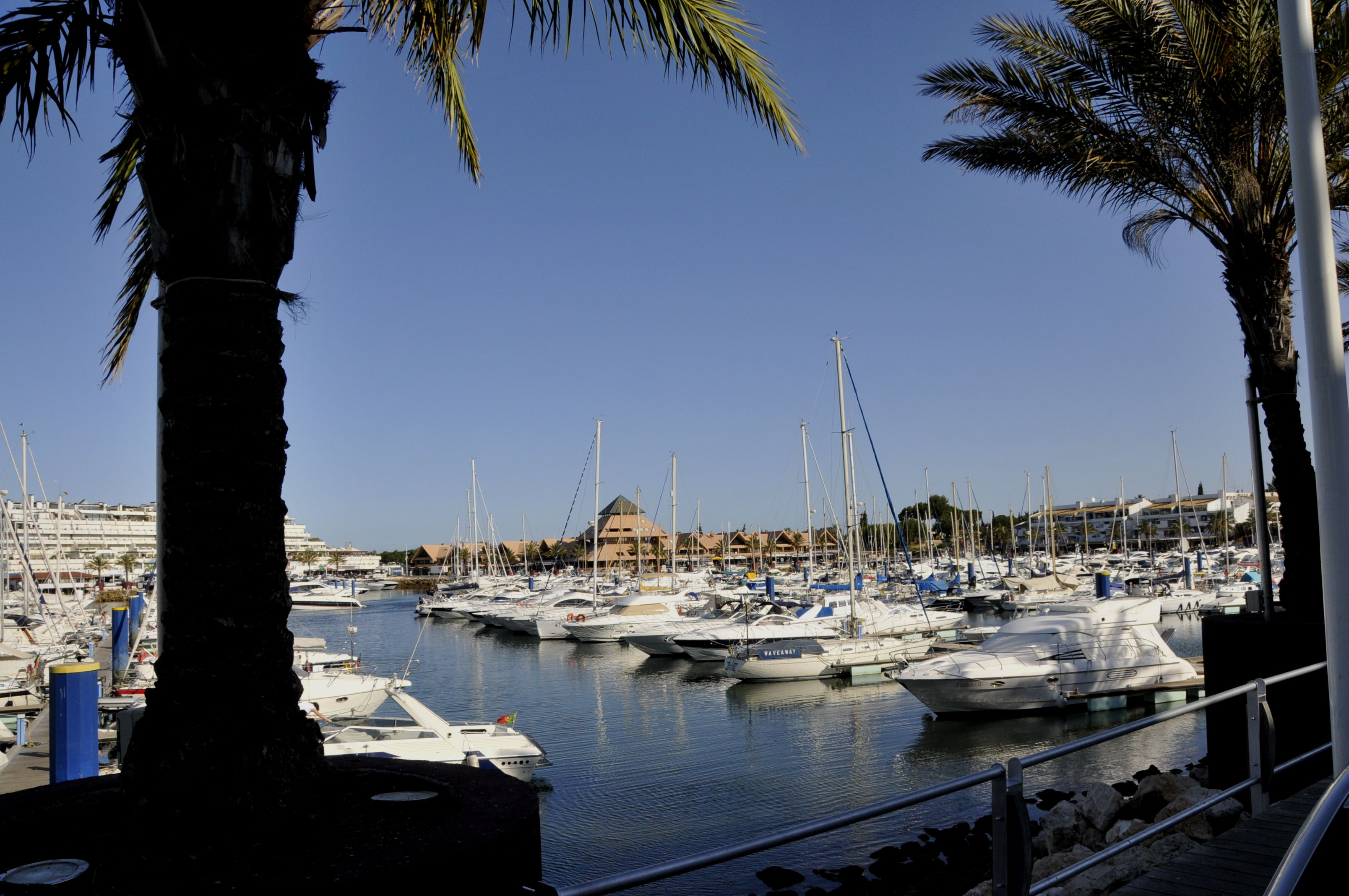
Yachthafen in Vilamoura

Der Ort wurde am 28. Juni 1984 der Status einer Kleinstadt (Vila) und am 13. Mai 1999 einer Stadt (Cidade) verliehen.
Im Stadtgebiet von Quarteira liegt Vilamoura („maurische Stadt“). Der Masterplan von Vilamoura entstand 1963. Auf einem Areal mit Feigen- und Mandelbäumen sollte eine touristische Attraktion bestehend aus Yachthafen , Golfplätzen, Hotels und Wohnbebauung entstehen. In den ersten Jahren wurde der erste Yachtclub Portugals erstellt (1970) und der Old Course (1969) als erster Golfplatz der Algarve eröffnet.
Die ersten Sportclubs Vilamouras waren der Marina Club (CIMAV 1976) und der Vilamoura Golf Club (Clube de Golfe de Vilamoura 1969), der heute einer der mitgliederstärksten Golfclubs Portugals ist.
1982 wurde das erste 5-Sterne Hotel eröffnet ; direkt neben dem ersten Spielkasino Portugals. In den Folgejahren entstanden weitere Hotels, Golfplätze, eine Tennis-Akademie und eine internationale Schule.

## Bauwerke

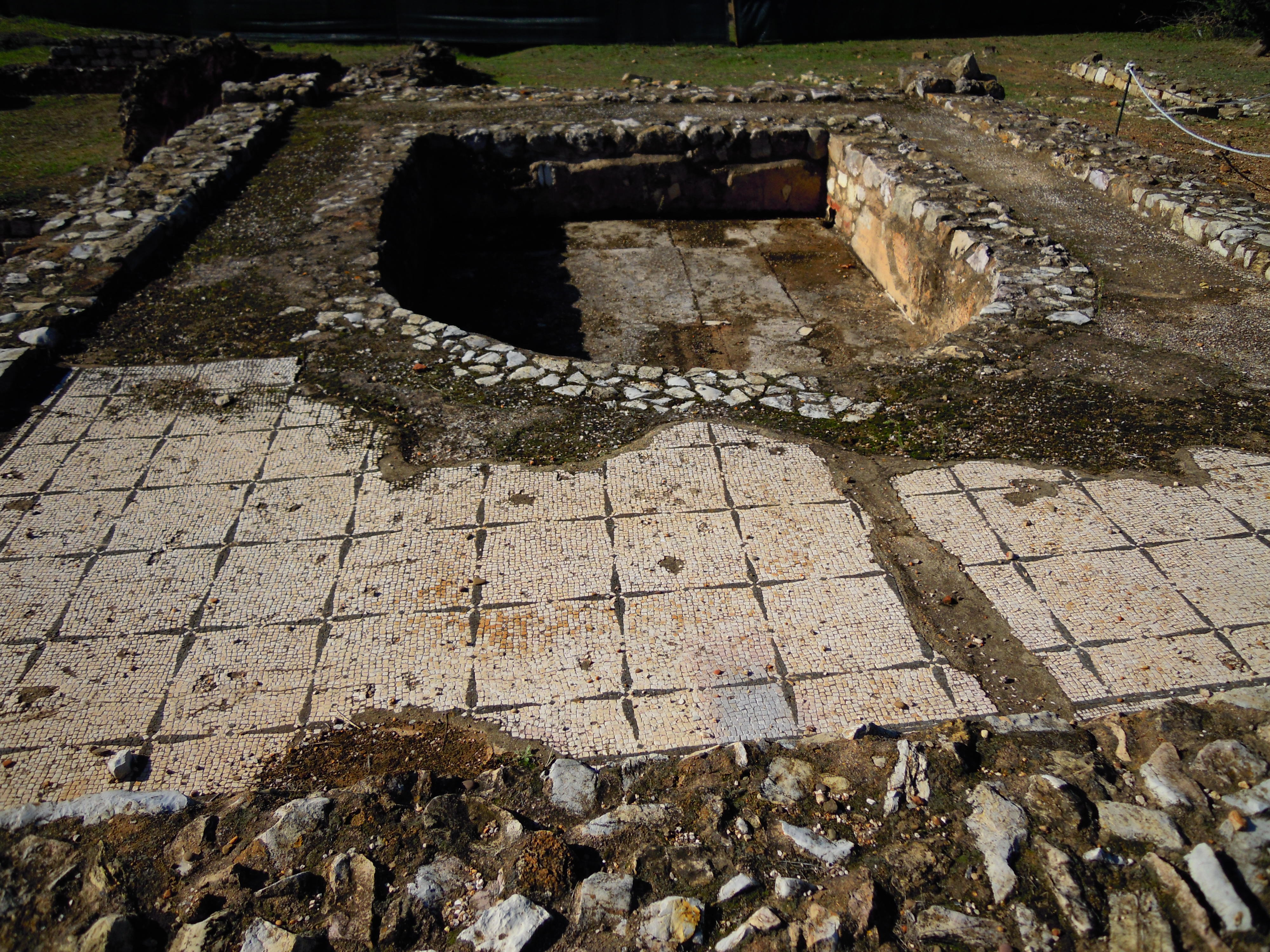
Frigidarium des Balneums des Hauptbaus

- Villa von Vilamoura, römische Villa